# Parrocchie civili del Cheshire
Questa è una lista delle parrocchie civili del Cheshire, Inghilterra.

## Chester
Chester non è coperta da parrocchie.
- Agden
- Aldersey
- Aldford
- Ashton Hayes (Ashton prima del 17 settembre 2004)
- Bache
- Backford
- Barrow
- Barton
- Beeston
- Bickley
- Bradley
- Bridge Trafford
- Broxton
- Bruen Stapleford
- Buerton
- Burton
- Burwardsley
- Caldecott
- Capenhurst
- Carden
- Caughall
- Chester Castle
- Chidlow
- Chorlton
- Chorlton-by-Backford
- Chowley
- Christleton
- Church Shocklach
- Churton by Aldford
- Churton by Farndon
- Churton Heath
- Claverton
- Clotton Hoofield
- Clutton
- Coddington
- Cotton Abbotts
- Cotton Edmunds
- Crewe by Farndon
- Croughton
- Cuddington
- Dodleston
- Duckington
- Duddon
- Dunham-on-the-Hill
- Eaton
- Eccleston
- Edge
- Edgerley
- Elton
- Farndon
- Foulk Stapleford
- Golborne Bellow
- Golborne David
- Grafton
- Great Boughton
- Guilden Sutton
- Hampton
- Handley
- Hapsford
- Harthill
- Hatton
- Hockenhull
- Hoole Village
- Horton-by-Malpas
- Horton-cum-Peel
- Huntington
- Huxley
- Iddinshall
- Kelsall
- Kings Marsh
- Larkton
- Lea Newbold
- Lea-by-Backford
- Ledsham
- Little Stanney
- Littleton
- Lower Kinnerton
- Macefen
- Malpas (town)
- Marlston-cum-Lache
- Mickle Trafford
- Mollington
- Moston
- Mouldsworth
- Newton by Malpas
- Newton-by-Tattenhall
- Oldcastle
- Overton
- Picton
- Poulton
- Prior's Heys
- Puddington
- Pulford
- Rowton
- Saighton
- Saughall
- Shocklach Oviatt
- Shotwick
- Shotwick Park
- Stockton
- Stoke
- Stretton
- Tarvin
- Tattenhall
- Thornton-le-Moors
- Threapwood
- Tilston
- Tilstone Fearnall
- Tiverton
- Tushingham cum Grindley
- Upton-by-Chester
- Waverton
- Wervin
- Wigland
- Willington
- Wimbolds Trafford
- Woodbank
- Wychough

## Congleton
L'intero distretto è coperto da parrocchie.
- Alsager (town)
- Arclid
- Betchton
- Bradwall
- Brereton
- Church Lawton
- Congleton (town)
- Cranage
- Goostrey
- Hassall
- Holmes Chapel
- Hulme Walfield
- Middlewich (town)
- Moreton cum Alcumlow
- Moston
- Newbold Astbury
- Odd Rode
- Sandbach (town)
- Smallwood
- Somerford
- Somerford Booths
- Swettenham
- Twemlow

## Crewe and Nantwich
Crewe non è coperta da parrocchie.
- Acton
- Alpraham
- Aston juxta Mondrum
- Audlem
- Austerson
- Baddiley
- Baddington
- Barthomley
- Basford
- Batherton
- Bickerton
- Blakenhall
- Bridgemere
- Brindley
- Broomhall
- Buerton
- Bulkeley
- Bunbury
- Burland
- Calveley
- Checkley cum Wrinehill
- Cholmondeley
- Cholmondeston
- Chorley
- Chorlton
- Church Minshull
- Coole Pilate
- Crewe Green
- Dodcott cum Wilkesley
- Doddington
- Edleston
- Egerton
- Faddiley
- Hankelow
- Haslington
- Hatherton
- Haughton
- Henhull
- Hough
- Hunsterson
- Hurleston
- Lea
- Leighton
- Marbury cum Quoisley
- Minshull Vernon
- Nantwich (town)
- Newhall
- Norbury
- Peckforton
- Poole
- Ridley
- Rope
- Shavington cum Gresty
- Sound
- Spurstow
- Stapeley
- Stoke
- Walgherton
- Wardle
- Warmingham
- Weston
- Wettenhall
- Willaston
- Wirswall
- Wistaston
- Woolstanwood
- Worleston
- Wrenbury cum Frith
- Wybunbury

## Ellesmere Port and Neston
Parte di Ellesmere Port e Neston non sono coperte da parrocchie.
- Ince
- Neston[1]

## Halton
Parte di Runcorn e Widnes non sono coperte da parrocchie.
- Daresbury
- Hale
- Halebank[2]
- Moore
- Preston Brook
- Sandymoor[2]

## Macclesfield
Macclesfield e Wilmslow non sono coperte da parrocchie.
- Adlington
- Agden
- Alderley Edge
- Ashley
- Aston by Budworth
- Bexton
- Bollington (town)
- Bosley
- Chelford
- Chorley
- Disley
- Eaton
- Gawsworth
- Great Warford
- Henbury
- High Legh
- Higher Hurdsfield
- Kettleshulme
- Knutsford (town)
- Little Bollington
- Little Warford
- Lower Withington
- Lyme Handley
- Macclesfield Forest and Wildboarclough
- Marthall
- Marton
- Mere
- Millington
- Mobberley
- Mottram St. Andrew
- Nether Alderley
- North Rode
- Ollerton
- Over Alderley
- Peover Inferior
- Peover Superior
- Pickmere
- Plumley
- Pott Shrigley
- Poynton-with-Worth
- Prestbury
- Rainow
- Rostherne
- Siddington
- Snelson
- Sutton
- Tabley Inferior
- Tabley Superior
- Tatton
- Toft
- Wincle

## Vale Royal

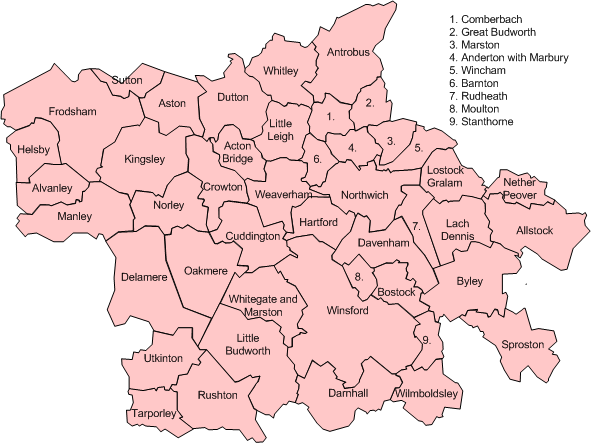
Mappa delle parrocchie civili del distretto di Vale Royal

L'intero distretto è coperto da parrocchie.
- Acton Bridge
- Allostock
- Alvanley
- Anderton with Marbury
- Antrobus
- Aston
- Barnton
- Bostock
- Byley
- Comberbach
- Crowton
- Cuddington
- Darnhall
- Davenham
- Delamere
- Dutton
- Frodsham (town)
- Great Budworth
- Hartford
- Helsby
- Kingsley
- Lach Dennis
- Little Budworth
- Little Leigh
- Lostock Gralam
- Manley
- Marston
- Moulton
- Lower Peover
- Norley
- Northwich (town)
- Oakmere
- Rudheath
- Rushton
- Sproston
- Stanthorne
- Sutton
- Tarporley
- Utkinton
- Weaverham
- Whitegate and Marton
- Whitley
- Wimboldsley
- Wincham
- Winsford (town)

## Warrington
Warrington non è coperta da parrocchie.
- Appleton
- Birchwood (town)
- Burtonwood and Westbrook
- Croft
- Cuerdley
- Culcheth and Glazebury
- Grappenhall and Thelwall
- Great Sankey
- Hatton
- Lymm
- Penketh
- Poulton-with-Fearnhead
- Rixton-with-Glazebrook
- Stockton Heath
- Stretton
- Walton
- Winwick
- Woolston